# 铜川镇
铜川镇，是中华人民共和国内蒙古自治区鄂尔多斯市东胜区下辖的一个乡镇级行政单位。

## 行政区划
铜川镇下辖以下地区：
潮脑梁村、神山村、枳机塔村、添尔漫梁村、常青村、铜川村和铜川村。